# Timbre (musique)
Cet article concerne une notion acoustique. Pour les autres significations du mot « timbre » en musique, voir la page d'homonymie Timbre, section Musique.
En musique, le timbre est l'ensemble de caractéristiques du son qui permet de reconnaître un instrument ou une voix — par opposition à la note ou aux mots. En musique comme dans les autres domaines, le « timbre » d'une voix humaine est l'ensemble de ses caractères distinctifs.
La notion de timbre apparaît en Europe au XVIIIe siècle dans la musique polyphonique. Au XXe siècle, la synthèse électronique des sons permet le développement de timbres entièrement nouveaux. La musique pop se caractérise par son invention de timbres, notamment de guitare électrique ; la musique électronique les diversifie et les enrichit. L'étude de la perception des timbres, commencée au XIXe siècle avec les expériences psychoacoustiques de Helmholtz sur les sons continus, se poursuit avec ces nouveaux instruments en incluant la dynamique sonore, puis en s'inscrivant dans les recherches sur la cognition, considérant que la reconnaissance des timbres est une instance de celle des formes.

## Importance
Hector Berlioz présente « l'étude fort négligée jusqu'à présent, de la nature du timbre, du caractère particulier et des facultés expressives de chacun d'eux » comme un des thèmes principaux de son Traité d'instrumentation et d'orchestration , dont l'objet est justement l'organisation des timbres des instruments de l'orchestre.
L'identification des timbres est considérée, en Occident, comme une compétence musicale de base. Elle permet de séparer, à l'écoute d'un ensemble, les lignes mélodiques des parties que jouent des instruments différents. Prokofiev a composé Pierre et le Loup pour en faciliter l'acquisition aux enfants. Il comprend des parties de violons, de flûte, de hautbois, de clarinette, de cors, de basson, de trompette. Cependant, ce qu'on appelle théorie de la musique ne le mentionne pas. Les partitions indiquent les noms des instruments : il faut que cela vaille comme description du timbre — avec des indications comme pédale, sourdine, col legno , etc., alors que la hauteur, la durée et la puissance sonore figurent explicitement. Contrairement à ces caractéristiques, le timbre ne correspond pas à une échelle de valeurs quantifiables, c'est une qualité, et non un degré ; on parle parfois de « couleur de son », comme en allemand où Klangfarbe équivaut au français timbre.
La notion de timbre « n'est pas facile à cerner ». Comme la puissance mécanique de la vibration gouverne le volume sonore, et la fréquence dominante ou la fondamentale — dans le cas de sons musicaux — détermine la hauteur, Helmholtz a cherché à relier le timbre à la répartition des harmoniques. Cette analyse est insuffisante, au moins pour la voix humaine : les voyelles modifient cette répartition, mais n'empêchent pas de distinguer les locuteurs ou chanteurs. La définition courante du timbre est négative et psychologique : « caractère de la sensation auditive qui différencie deux sons de même hauteur et de même intensité… »
Contrairement aux sons de la langue ou aux notes de musique, on ne peut pas décrire ou produire vocalement des timbres ; on peut seulement donner des analogies — dire qu'un timbre est rauque ou perçant, par exemple —. La mémoire des timbres est, de ce fait, capitale pour l'étude de la cognition auditive. Les recherches ont montré que la mémoire auditive n'a pas de rapport avec la mémoire motrice, et que la mémoire du timbre est particulièrement saillante chez les non-musiciens, tandis que les musiciens retiennent plus la mélodie et l'harmonie.

## Exploration
La création et le perfectionnement des timbres est longtemps resté du domaine de la pratique des facteurs d'instruments. L'organologie décrit les instruments de musique, mais pas leur son. L'esprit scientifique s'est d'abord attaché à des notions reliées à des grandeurs physiques mesurables isolément : la hauteur, dont on sait depuis l'Antiquité qu'elle est en rapport avec la longueur de l'élément vibrant, et l'intensité, en rapport avec la puissance. Le timbre serait ce qui permet à l'être humain de distinguer finement des sources quand ces deux grandeurs sont égales. Il n'a pas de définition physique. On a cherché, depuis le XIXe siècle, à relier cette perception à des mesures physiques, sans succès. Certains théoriciens comme Schoenberg en ont conclu qu'il faut revenir sur la distinction entre hauteur. « c’est par son timbre — dont une dimension est la hauteur — que le son se signale ». Comme la hauteur se décompose en hauteur spectrale et en hauteur tonale, le timbre s'analyse en plusieurs composantes.

### Décomposition harmonique

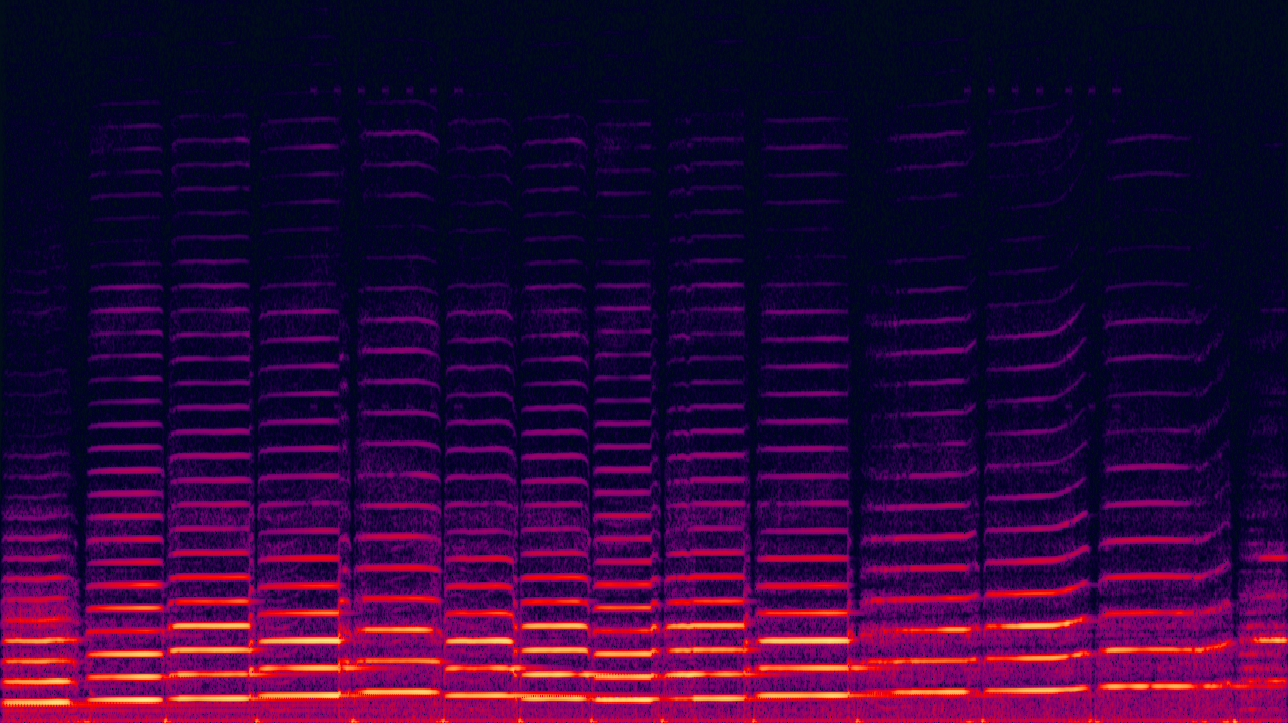
Sonagramme d'une série de notes de violon montrant les partiels harmoniques.

Les premiers travaux de Joseph Fourier sur la décomposition d'une fonction périodique en une somme de fonctions sinusoïdales simples avaient laissé penser que la solution du problème devait se trouver dans l'analyse harmonique du son.
Les appareils d'analyse de son de plus en plus perfectionnés sont venus infirmer ces hypothèses, qui ne sont correctes que pour un son périodique. Le sonagraphe, disponible à partir des années 1950, a permis d'explorer plus avant la décomposition du son en partiels et en harmoniques. La seule courbe d’enveloppe, qui exprime l’amplitude globale en fonction du temps, est apparue comme inadéquate à la description des caractéristiques du timbre. C'est la combinaison de la variation de l'amplitude de chaque composante harmonique (potentiellement une infinité) qui est nécessaire.
Seul le sonagraphe, appareil de représentation graphique de la totalité des dimensions du phénomène (temps - fréquence - amplitude) a permis de suivre un spectre évolutif, dont chaque composante a une intensité relative qui évolue avec le temps.
Les performances auditives humaines sont limitées en fréquence : au-delà de 5 kHz, on ne distingue plus les hauteurs que très approximativement, et on ne peut percevoir l'harmonicité des partiels. Au-delà de 15 kHz, les sons sont inaudibles, quoique des conjonctions de sons inaudibles puissent engendrer, par intermodulation, des perceptions sonores. Cela explique que pour les notes très aiguës, dont les harmoniques sont vite repoussées au-delà de cette limite, il devient difficile de distinguer la nature de l'instrument, sinon par ses caractéristiques dynamiques. Le sonagraphe limite en général son exploration des fréquences à 8 kHz, donnant les principaux formants discernables.

### Autres paramètres
D’autres éléments, physiquement simples à décrire, ne sont qu’intuitivement perçus comme influençant notre perception du timbre, et l’importance de leur rôle au sein du champ de cette reconnaissance est difficile à appréhender. La brillance, les formants, par exemple, mais aussi le vibrato, la texture sonore.
Helmholtz dans sa théorie physiologique de la musique, a présenté une théorie s’appuyant sur la mise en évidence des harmoniques d’un son périodique et le calcul de leur intensité au moyen de résonateurs.
Il découvrait parallèlement les fréquences de partiels inharmoniques et observait leur importance dans la nature du son. À sa suite, Carl Stumpf, philosophe et psychophysiologiste allemand, notait dans les années 1930, l'importance des transitoires (portion infime de l’attaque du son), du vibrato, des composantes spectrales (régions formantiques), de la chute dans la dimension du timbre. La portion d’attaque est essentielle à l’identification de l’instrument, ce que l'on sait également grâce aux travaux de Pierre Schaeffer. Ces transitoires d’attaque sont des phénomènes qui peuvent durer de 20 ms jusqu’à 200, voire 300 ms, selon les instruments, et qui affectent toute modification de la perception du timbre. Ces travaux révélèrent que les caractères proprement musicaux des sons sont inscrits dans la partie stationnaire.
Mais on doit surtout aux travaux du Laboratoire d'acoustique musicale de l’université Paris VI (LAM), dirigé par Émile Leipp dans les années 70, d'avoir montré que bien des composantes du son, discrètes et continues; ne sont que des composantes psychologiques, psychoacoustiques, qui ne prennent place qu’au niveau cérébral, neuronal de la reconnaissance du timbre. L’étude des modes de jeu de certains interprètes révèle par exemple que la phase stationnaire est continuellement différenciée et varie perpétuellement au cours de l’exécution d’une œuvre.
Beaucoup de composantes timbrales sont donc des éléments vivants, dynamiques : même si notre oreille ne peut les reconnaître intuitivement, elle sait le faire inconsciemment.

## Analyse-synthèse
À partir de ces analyses, la synthèse sonore a procédé par décomposition-recomposition pour élaborer ses modèles, et a ainsi permis de franchir un pas supplémentaire dans la compréhension des mécanismes de la reconnaissance du timbre.
Commencée pour l’analyse-synthèse des sons cuivrés par Jean-Claude Risset (entre 1964 et 1969), l'étude des composantes spectrales du timbre des instruments fut reprise par James Andrew Moorer et John Michael Grey qui mirent en exergue un spectre à trois dimensions (fréquence, intensité, temps), ainsi que par Dexter Morrill dans une remarquable étude de la trompette : ces analyses ont permis de mettre en valeur l’évolution temporelle du spectre, et révélé l’importance de l’attaque et de l’enveloppe dynamique.
Elles démontrent l’émergence progressive de certains harmoniques (de rang élevé) plus forts dans la partie stationnaire que dans l’attaque et la décroissance. Le concept d’espace de timbres introduit (en 1975) par J. M. Grey a ouvert la voie à la notion controversée de matériau musical, en le situant dans une représentation multidimensionnelle. Ainsi, le passage à des représentations à n (>2) dimensions est particulièrement significatif de la prise de possession des paradigmes mathématiques pour la représentation du timbre.
Nous avons donc tout à fait besoin d’une vision neuve pour évaluer ce champ conceptuel de timbre. Juger un timbre revient à comparer deux matrices d’information. Du coup, les recherches qui visent à faire du timbre un élément de construction révèlent une difficulté essentielle et provoquent une réflexion sur la fonction formelle d’un paramètre mal connu.
Petit à petit, l’intégration de certaines données scientifiques permet à de nouveaux paramètres de la vibration sonore de prendre place dans notre connaissance de la formation du timbre et dans celle, plus créatrice, du domaine d’influence de la fonction timbrale. Il en est ainsi, comme nous l’avons dit, des transitoires, de l’attaque, du vibrato, des composantes spectrales (régions formantiques), de la chute, etc. Mais si un classement par formes (formes d’ondes, d’attaques, d’enveloppe, de spectre) suffirait à l’établissement d’une typologie du sonore, il n’est pas sûr qu’un tel classement puisse s’effectuer au niveau musical, tant ce niveau se situe dans une autre hiérarchie. En fait, bien des composantes du son (discrètes et continues) ne sont que des composantes psychologiques, qui ne prennent place qu’au niveau cérébral, neuronal, et les données auxquelles elles se rattachent dans la musique sont fondées sur une base plus esthétique que rationnelle.

## Timbre de la voix humaine
On définit le timbre de la voix humaine comme l'ensemble des caractéristiques qui permettent de l'identifier.
Enfant puis adulte, le timbre de la voix change lorsque l'individu grandit. Il peut devenir plus grave ou plus aigu, selon les personnes. En travaillant souvent sa voix, le timbre peut se modifier.